# مجرة مفرطة
المجرة المفرطة هي مجموعة من المجرات مرتبطة فضائيًا وجاذبيًا تتكون من نواة (يمكن أن تكون مجرة عملاقة مركزية، أو زوج من المجرات العملاقة أو مجموعة متراصة من المجرات) محاط بعدد أكبر من المجرات القزمة التابعة والمادة بين المجرات.
عند دراسة التوزيع الفضائي للمجرات، تُحُقِّقَ من أن جميع المجرات العملاقة أو المجموعات المتراصة من المجرات محاطة بالمجرات القزمة التابعة، والعكس صحيح، توجد دائمًا مجرة عملاقة أو أكثر في مراكز مجموعات كبيرة من المجرات القزمة. تعتبر المجرات المفرطة هي الأماكن الأساسية لتشكل المجرات، حيث تتشكل المجرات في مجموعة.
مثال على المجرات المفرطة هو المجموعة المحلية من المجرات، وهي مجرة مفرطة مزدوجة، ومجرتنا درب التبانة ومجرة المرأة المسلسلة هما المجرتان الرئيستان للمجرات المفرطة المقابلة. اقترحت مجموعة من العاملين في الأكاديمية الإستونية للعلوم [الإنجليزية] اسم Hypergalaxy في عام 1974 تحت قيادة يان إيناستو [الإنجليزية] وأرتور تشيرنين ‏. لم يُتَعَرَّف حتى الآن على وجود المجرات المفرطة عمومًا.